# Jamkówka bawełniana
Jamkówka bawełniana (Antrodia gossypium (Speg.) Ryvarden) – gatunek grzybów z rodziny pniarkowatych (Fomitopsidaceae).

## Systematyka i nazewnictwo
Pozycja w klasyfikacji: Antrodia, Fomitopsidaceae, Polyporales, Incertae sedis, Agaricomycetes, Agaricomycotina, Basidiomycota, Fungi.
Po raz pierwszy gatunek ten opisał w 1898 r. Carlo Luigi Spegazzini, nadając mu nazwę Poria gossypium, do rodzaju Antrodia przeniósł go Leif Ryvarden w 1973 r. Niektóre inne synonimy nazwy naukowej:
- Fibroporia gossypium (Speg.) Parmasto 1968,
- Leptoporus resupinatus Bourdot & Galzin ex Pilát 1932,
- Tyromyces resupinatus (Bourdot & Galzin ex Pilát) Bondartsev & Singer 1941.

Stanisław Domański w 1965 r. nadał mu polską nazwę białak rozpostarty, Władysław Wojewoda w 2003 r. zmienił ją na jamkówka bawełniana (podając naukową nazwę Antrodia gossypina).

## Morfologia
Owocnik
Jednoroczny, rozpostarty, często szeroko, o grubości do 5 mm, miękki, kosmaty, bez wyraźnego smaku z szerokim, białym brzegiem bez ryzomorfów lub z ryzomorfami. Powierzchnia porów początkowo biała do kremowej, z wiekiem i podczas wysychania staje się słomkowa do kremowej, pory kanciaste, 3–6 na mm. Kontekst biały i kosmaty, a zwłaszcza u starych okazów kontrastujący z ciemniejszymi rurkami. Warstwa rurek o grubości do 3 mm, jednobarwna, raczej woskowa, po wyschnięciu krucha, u starych okazów częściowo nasiąknięta żywiczną substancją.
Cechy mikroskopowe
System strzępkowy dimityczny. Strzępki generatywne ze sprzążkami, cienkościenne, o średnicy 3–6 µm, w tramie dominujące. Strzępki szkieletowe o średnicy 3–5 µm, w tramie w rozproszeniu, częstsze w kontekście, proste, bezbarwne, nieamyloidalne, grubościenne do litych. W hymenium brak cystyd i innych sterylnych elementów. Podstawki 15–20 × 4–5 µm, maczugowate z czterema sterygmami i sprzążką bazalną. Bazydiospory 4,5–6 × 2,5 µm, elipsoidalne, cienkościenne, szkliste, gładkie, nieamyloidalne, często z małymi, oleistymi inkluzjami.
Gatunki podobne
Jeżeli owocniki jamkówki bawełnianej mają ryzomorfy, wówczas makroskopowo są bardzo podobne do włóknicy sznurowatej (Fibroporia vaillantii). Jednak owocniki tego ostatniego gatunku mają o wiele bardziej miękką tkankę i nie są kruche i woskowo-żywiczne jak jamkówki bawełnianej. Ponadto włóknica sznurowata ma większe i szersze zarodniki.

## Występowanie i siedlisko
Występuje na wszystkich kontynentach poza Antarktydą i Australią. W Polsce w 2003 r. W. Wojewoda przytoczył kilka stanowisk, kilkanaście nowych podano w latach następnych, a najbardziej aktualne podaje internetowy atlas grzybów. Znajduje się w nim na liście gatunków zagrożonych i wartych objęcia ochroną. Na Czerwonej liście roślin i grzybów Polski ma status V – gatunku, który zapewne w najbliższej przyszłości przesunie się do kategorii wymierających, jeśli nadal będą działać czynniki zagrożenia.
Nadrzewny grzyb saprotroficzny. Rozwija się na martwym drewnie w lesie; na pniach, pniakach i gałęziach drzew iglastych, w Polsce notowany na jodłach, świerkach, sosnach. Podano jego występowanie także na modrzewiach, bardzo rzadko na drzewach liściastych.